# Praxitelész
Praxitelész (Πραξιτέλης, Athén, i. e. 400/395 – Athén, i. e. 326) ókori görög szobrász, aki i. e. 375-től haláláig alkotott. Szkopasz és Lüszipposz mellett az i. e. 4. század legnagyobb görög szobrászának tartják.
A vele kapcsolatos legrégebbi források a hellenisztikus időszakból származnak, a görög területen és Kis-Ázsiában különféle módon elterjedt művekre hivatkoznak. Bár dolgozott bronzzal is, elsősorban márványmunkáiról ismert (Plinius, Nat.hist. XXXIV, 69), ahogy a festő Nikiász leírja, márványszobrait színezett viasszal kezelte, ami egy különleges, fényes gànosis nevű patinát hozott létre rajtuk (Nat. hist., XXXV, 133). A római korban használt legalább huszonhét szobrászati típus közül a leginkább csodált a Knidoszi Aphroditéé volt. 

## Kora

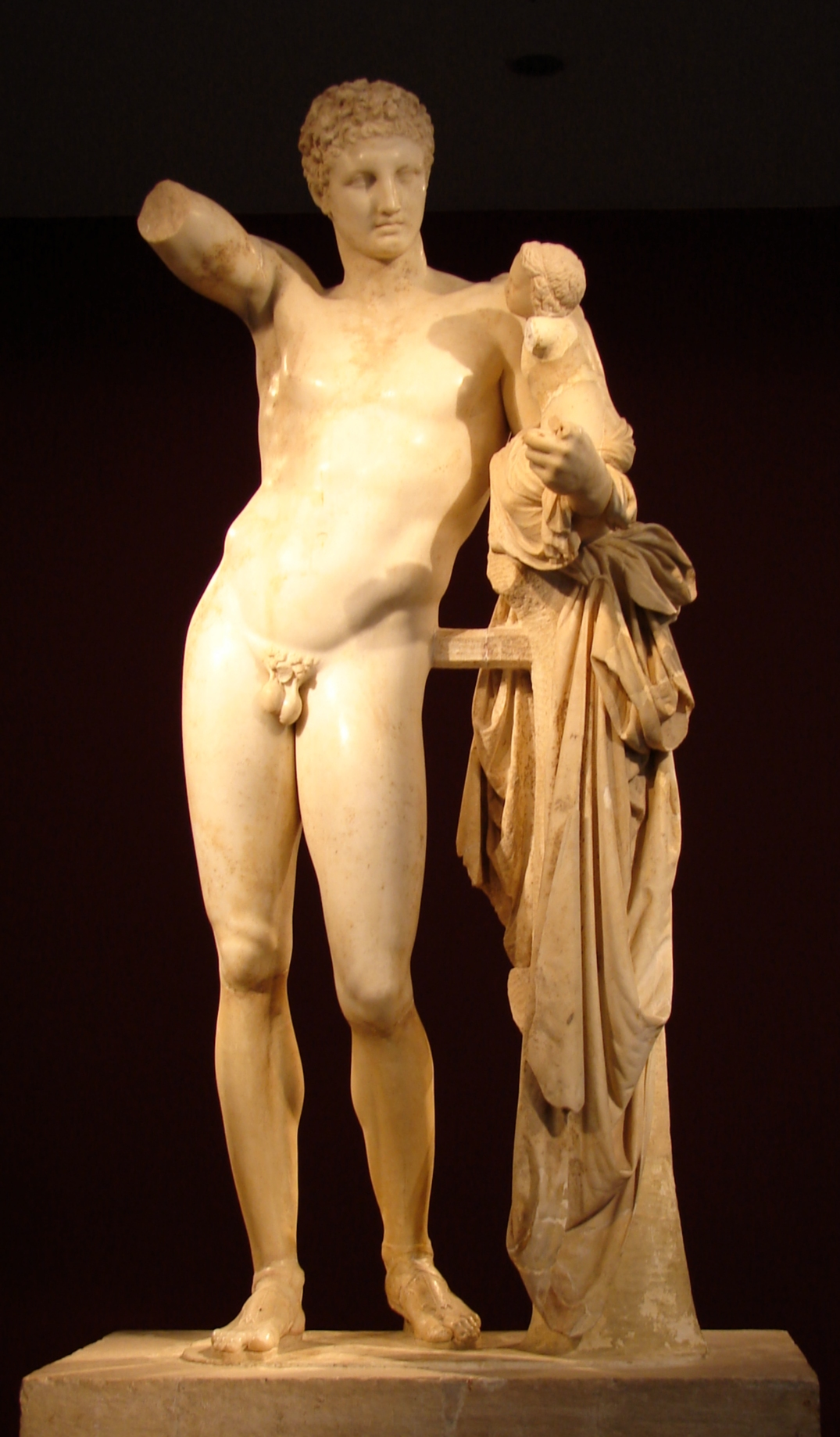
Hermész a gyermek Dionüszoszszal, Olümpia Régészeti Múzeuma

Praxitelész Athén olyan korszakában élt, amelyet valódi válság jellemzett, mind a polisz modellje, mind az athéni lakosság identitása szempontjából. Ez kezdte a világot elszigeteltebb dimenzióban érzékelni, mint Periklész klasszikus periódusában, amikor a perzsák felett aratott győzelem, i. e. 480-ban Szalamisznál, a felsőbbrendűség érzését táplálta a görögökben. A peloponnészoszi háborúk okozta változás viszont bizonytalanságot hozott életükbe.

## Életrajzi adalékok
Mint athéni szobrásznak, az idősebb Kefiszodótosz fiának, neki is volt két fia, mindketten szobrászok, az ifjabb Kefiszodótosz és Timarkhus. Plinius (Nat. Hist., XXXIV, 50) arról számol be, hogy művészete az i. e. 364-361 körüli években virágzott. Műveinek irodalmi források által felsorolt listája terjedelmesebb, mint ami egyetlen ember életében lehetséges lenne, ezért valószínű, hogy Athénban számos munkatárssal közösen alkotott. Műhelyét apjától örökölte, aki fontos társadalmi tisztséget töltött be. Ha a feliratokat vizsgáljuk az athéniek által Delphoinak i. e. 375-ben felajánlott akantosz oszlop mészkő talpazatán, azt látjuk, hogy Praxitelész aláírása eredeti. A munka az idősebb Kefiszodotosz műhelyében készült, s a Praxitelészre bízott első fontos munkák egyike; a hozzárendelés azonban nem teljesen biztos. A szobrász halálának valószínű dátuma viszont levezethető a számos epigráfiai dokumentumból, amelyek igazolják fia, az ifjabb Kefiszodotosz részéről a hatalmas tengeri ünnepségek költségeinek kifizetését, amiből családi öröksége megszerzésére lehet következtetni.

## Művek, másolatok és attribútumok

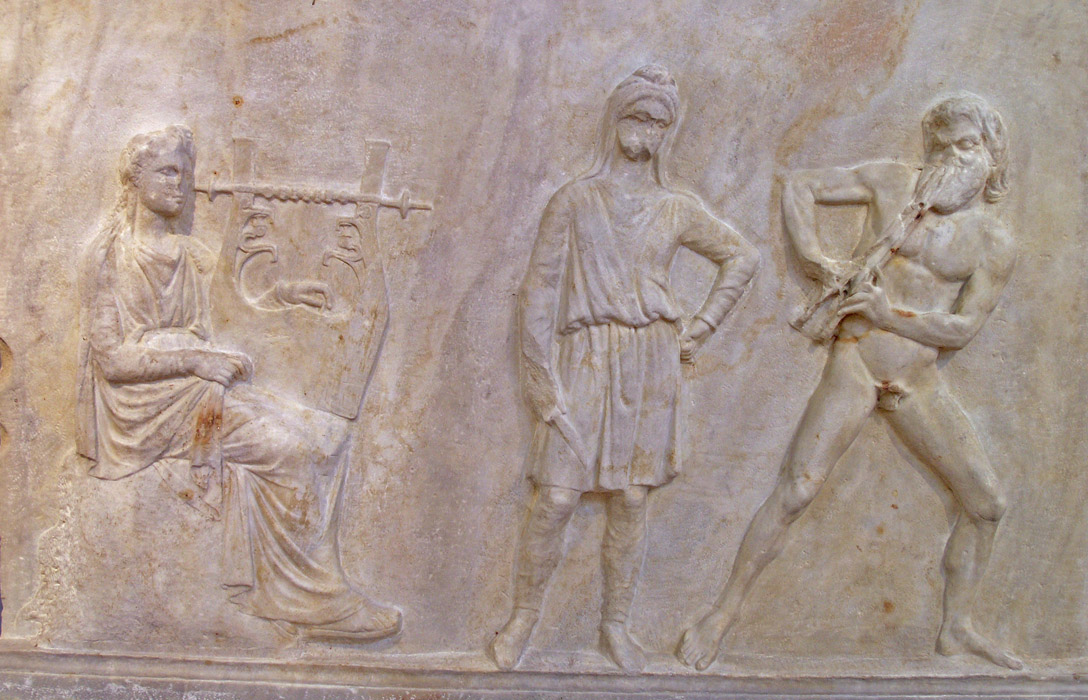
Alap Mantineából, márványlap Apollóval és Marsziával. Athén, Nemzeti Régészeti Múzeum, 215. műtárgy

Kevés az eredeti szobrászati lelet, amely az i. e. 4. századból származik és Praxitelész műhelyéhez köthető. Az úgynevezett Marathoni Efebosz, egy fiatal sportoló bronzszobra i. e. 340-330 körül (Athén, Nemzeti Régészeti Múzeum, 15118). A fejek Leconfield a Petworthi (valószínűleg az alexandriai Latmoszi Aphrodité típusú Káriában), és az Aberdeen-fej Londonban (British Museum, szobrászat, 1600), a Krisztus előtti negyedik század végére datált Eubuleusz Praxitelész muhelyéből (Athén, Nemzeti Régészeti Múzeum, 181.), Kr. e. 330-320 k., amelyből számos másolat ismert; Athén művét, amelyet 1885-ben az Eleuleus-barlang közelében találtak meg, valószínűleg egy elveszett, egészalakos szoborhoz tartozott, és az átdolgozás jeleit mutatja. Az 1887-ben Mantineában talált három márványtáblát, amelyeket egy bizánci templom padlózatában használtak fel újra, jelenleg az athéni Nemzeti Régészeti Múzeumban (215–217. sz.), ez utóbbit Praxitelészhez kötik Pauszaniasz részéről (VIII, 9.1), egy apollóni triáda mantiniai Létó-templomhoz, domborművel díszített talppal. A panelek az i. e. negyedik század közepére datálódtak, és az ő műhelye munkájának tekintik. 

### Töltő szatír
Praxitelész egyik első művének számít; az eredeti bronzból készült, és több másolata van a római korból. Pauszaniasz arról számol be, hogy látta azt a Via dei Tripodin Athénban, s időrendben összeköti azzal az anekdotával, hogy a Theszpiai Erósz (Pauszaniasz, I, 20,1), aki Theszpia városából származik, Boiótiából, Phryne szülőföldjéről, akit az irodalomban Praxitelész szeretőjeként említenek.

### Erószok

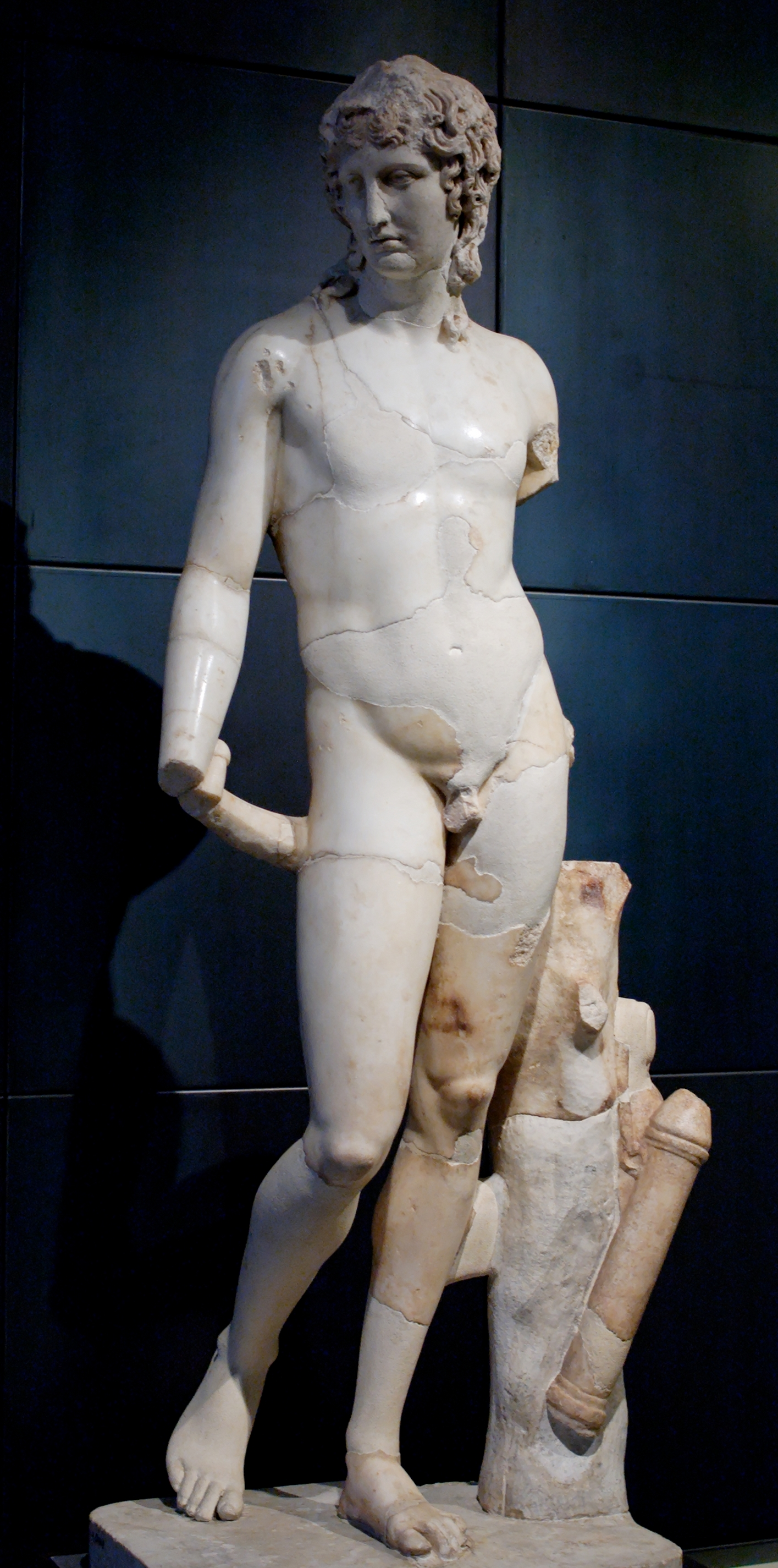
Erósz vagy Thanatosz szobra, az antoniusi kor másolata. Róma, Capitolium Múzeumok, 1092. tétel

Irodalmi források szerint a Phryne által Theszpiában alkotott márvány Erósz (Pauszainasz, I, 20.1) egy római tűzvészben megsemmisült, és a Theszpiában Menodoros athéni szobrászművész által készített másolattal helyettesítették (Pauszainasz, IX, 27.3). Adolf Furtwängler felismerte az „Eros Thespiae” típusát a Centocelle római példányában (Róma, Capitoliumi Múzeum, 1092.). A második, Páriusznak szentelt márvány erószt, amelyről Plinius mesél (Nat.hist., XXXVI, 22.), a római korban a helyi érmék hátoldalán reprodukálták, és a numizmatikai képet összekötötték a Louvre Eros Borgheséjével (inv. MR 140).

### Knidoszi Aphrodité
Ez szobrászati típus azon kultuszszoborból származik, amelyet az Aphrodité Euploia-templom számára, Knidoszban emeltek. Az irodalomban leírt eredeti és a számos elismert másolat közötti kapcsolatot a római kori knidoszi érmereprodukciók alapján hozták létre. Plinius (Nat.hist., XXXVI, 20) szerint a Praxitelész által faragott két Aphrodité márványszobrot ugyanolyan áron kínálták Kosz lakóinak, akik a ruhás Afroditét választották, míg a ruha nélkülit Knidosz lakói vették meg. Ebből a történetből származik (nem az egyetlen) egy műhely leírása, amelyben a munkát nem kizárólag megrendelés alapján végezték; a Knidosz által megvásárolt szobor innovatív aspektusára is következtetnek: a nőistenség életnagyságnál nagyobb ábrázolásának teljes aktja praxitelészi újítás, és ezáltal egyfajta narráció létrehozása abból a célból, hogy a megfigyelő jobban beleélhesse magát. A szobor szerkezetébe beépített elemek, ebben az esetben a köntös és a hüdria révén Praxitelész olyan narratív szempontokat vezet be, amelyeknek kapcsolatban kellett lenniük az istennő kultuszával és az ahhoz kapcsolódó rituálékkal. A mű számos és elterjedt példányban maradt fenn, amelyek közül a legrégebbi, csökkentett méretben a Kr. e. 2. század leghíresebb másolata a Vatikáni Múzeumok Oszlopos Venusa (inv. 812. szám), amelyet de:Hans von Steuben egy 1989-es művében a hellenisztikus időszakot feldolgozó másolataként írt le.

### Apollo sauroctonus
Ezt a típust Praxitelésznek tulajdonítják Plinius passzusa alapján (Nat. Hist., XXXIV, 70), amely az eredetit bronzmunkának nevezi. A mű eredeti koncepciója összekapcsolható az Apollón Alexikakosszal, vagyis „aki elhárítja a gonoszt”, ezért kultuszszobor lehetett.

### Hermész és a gyermekDionüszosz
Az olimpiai Heraionban találták meg 1877-ben, egy német ásatási kampány során, sokáig azt hitték, hogy ez az eredeti márványmunka, amelyet Pauszaniasz ugyanazon a helyen látott 17 évszázaddal korábban (Pauszainasz, V, 17). Az egyetlen tanúság, amely összeköti ezt a szobrot Praxitelésszel és Pauszaniasszal, egyetlen más szerző sem említi írásaiban, és ismert másolata sincs. Az első tudós, aki megkérdőjelezte a munka eredetiségét, Carl Blümel volt, aki valójában rávilágított arra, hogy egyes részek, különösen a hátlap, hogyan mutatják az átdolgozás nyomait. A szobrot általában i. e. 100-ra datálják, de úgy tűnik, hogy egyhangúlag meggyőzőnek ítélt adatokat még nem hoztak fel.

### Pihenő szatír (anapauomenosz)

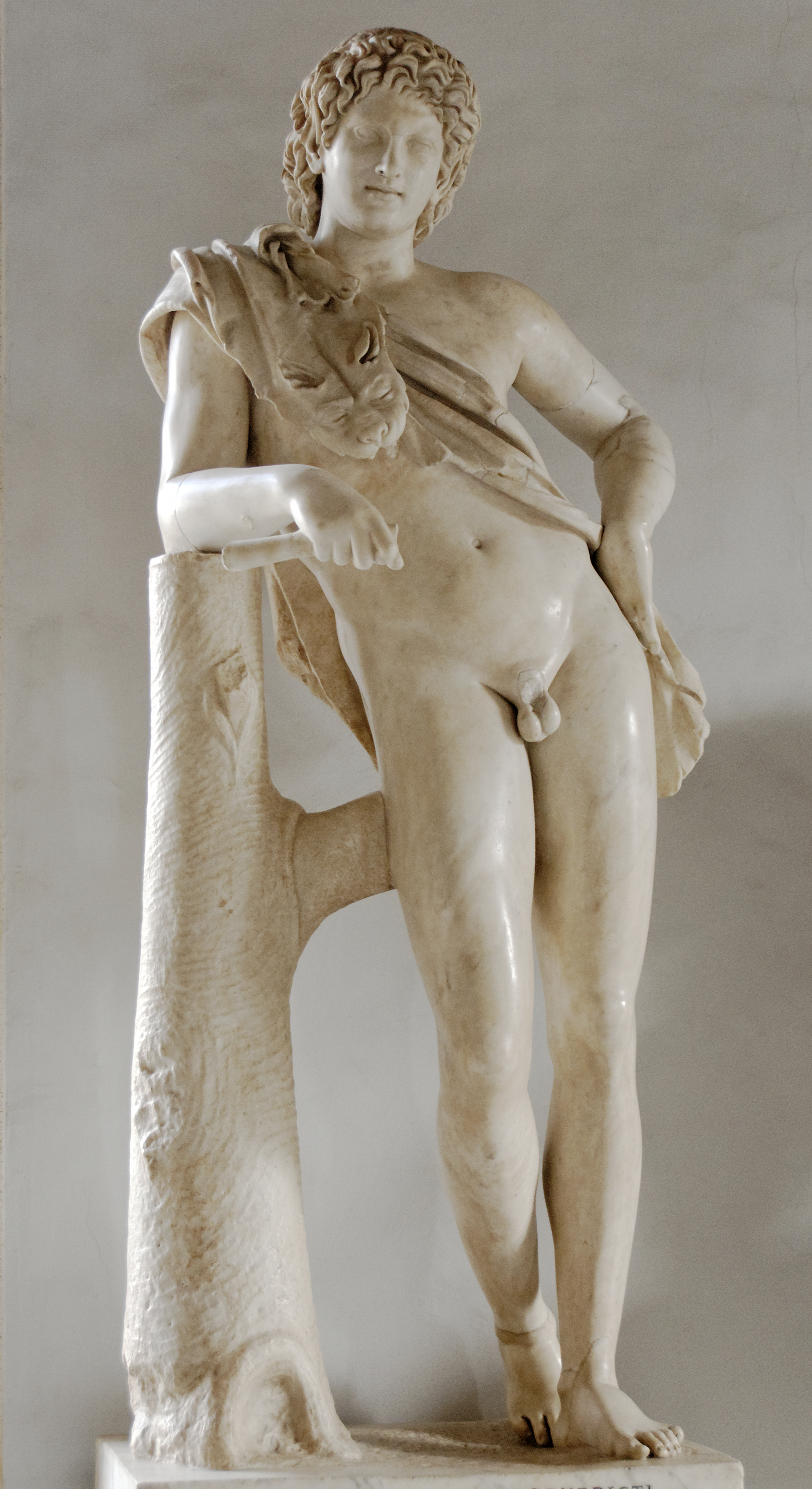
Pihenő szatír szobra, Hadrianus-korszaki másolat, Róma, Capitolium Múzeumok, 739. műtárgy

A Pihenő szatír (Róma, Musei Capitolini, 739) típusa, amelyet különösen instabil helyzet jellemez, amiért a szükséges oldalirányú támasztékkal láttak el, megfelelhet annak, amit Plinius (Nat.hist., ΧΧΧΙV, 69) Satiro periboetosznak nevez, ami különösen ismert nagyon sok reprodukció révén Olaszországban, Görögországban, Észak-Afrikában és Kis-Ázsiában. Praxitelésznek tulajdonították, lényegében az Olimpiai Hermészhez való stiláris hasonlósága miatt. 

## Stílusa
A sajátosságok annak az évszázados kritikai hagyománynak tulajdoníthatók, hogy Praxitelész művészete egyedülálló a márványszobrok finom modellezésében, amit egyfajta bágyadtság, kimerültség és elhagyatottság jellemez. Ezek a tulajdonságok valójában az Olümposzi Hermészre jellemzőek, és a római időkben elterjedt szobrászati típusok Praxitelészhez való hozzárendelését e szoborral való stiláris összefüggések alapján végezték; csak egyes esetekben támogatják irodalmi hivatkozások. Ezeket a stílusjegyeket lehet említeni szinte minden férfialakjánál, erószok, szatírok, az „Apollo Szauroktonosz és az Apollo Licio (vagy Liceo) esetében.
Ezeken a munkákon a figura súlypontja az egyik oldalra tolódik, szükségessé téve a márványalkotásokon a támaszt. Összehasonlítva a Polükleitosz Doryphoroszával (i. e. 5. század), az egyensúly mestere, lényeges változás előtt állunk, amely az új művészi irányzatot jellemzi; ugyanakkor úgy tűnik, hogy a figura térbeli kiterjedése a frontalitás területén marad, anélkül, hogy háromdimenziós meglátásokat vonna be.

## Bibliográfia
- Todisco, Luigi. Prassitele di Atene. Scultore e bronzista del IV secolo (olasz nyelven). Róma: Giorgio Bretschneider, 148 + 26 illusztrációs tábla. o. (2017). ISBN 978-88-7689-301-8
- Richter, Gisela M. A.. L'arte greca (olasz nyelven). Torino: Einaudi (1969)
- Aileen Ajootian.szerk.: Olga Palagia; Jerome Jordan Pollitt: Praxiteles, Personal Styles in Greek Sculpture (angol nyelven). Cambridge: Cambridge University Press (1996)
- Antonio Corso. Prassitele, Enciclopedia dell'arte antica classica e orientale : Secondo supplemento (olasz nyelven). Róma: Istituto della enciclopedia italiana (1996)
- Kaltsas, Nikolaos. Sculpture in the National Archaeological Museum, Athens (angol nyelven). Los Angeles: The J. Paul Getty Museum (2002. július 11.). ISBN 0-89236-686-9

## Fordítás
- Ez a szócikk részben vagy egészben  a   Prassitele című olasz Wikipédia-szócikk ezen változatának fordításán alapul.  Az eredeti cikk szerkesztőit annak laptörténete sorolja fel. Ez a jelzés csupán a megfogalmazás eredetét és a szerzői jogokat jelzi, nem szolgál a cikkben szereplő információk forrásmegjelöléseként.